# Tercera Liga de Bulgaria
La Tercera Liga de Fútbol Amateur (en búlgaro: Трета аматьорска футболна лига), o simplemente Tercera Liga, es el tercer nivel del sistema de ligas de fútbol búlgaro. Actualmente consiste en cuatro grupos divididos por zonas geográficas del país, siendo los grupos Noroeste, Noreste, Suroeste y Sureste. El sistema de competición es el de todos contra todos a doble vuelta, y cada grupo consagra un campeón, que asciende directamente a la Segunda Liga de Fútbol Profesional.

## Resumen
La Tercera División se implantó en 1950 como el tercer nivel del sistema de ligas búlgaras, junto con la Segunda División. Se le dio el nombre de "grupo V", dado que en el idioma búlgaro, la V es la tercera letra del alfabeto cirílico, por lo que el tercer nivel de la pirámide del fútbol lleva el nombre de la tercera letra del alfabeto. 
Si bien los dos primeros niveles de la pirámide del fútbol, ( Grupo A ) y ( Grupo B ), son profesionales, el tercer nivel es de aficionado y no requiere una licencia profesional para el equipo. El estado amateur del tercer nivel ha dado lugar a que el nivel se denomine oficialmente V Grupo de fútbol aficionado en varias ocasiones a lo largo de los años, por lo que el Grupo V se abrevia comúnmente como "V AFG" . A partir de 2016, la liga pasa a llamarse "Tercera Liga de Fútbol Amateur".
La Tercera División históricamente se ha dividido en cuatro grupos diferentes divididos geográficamente ( Noroeste, Suroeste, Noreste y Sudeste). Cada grupo está gestionado por un centro administrativo de zona de fútbol diferente: Sofía para el suroeste , Plovdiv para el sureste, Varna para el noreste y Veliko Tarnovo para el noroeste .
Hay dos copas nacionales en las que compiten todos los clubes de la Tercera Liga : la Copa de Bulgaria y la Copa de la Liga de Fútbol Amateur de Bulgaria.

## Formato
La Tercera Liga de Fútbol Amateur de Bulgaria tiene cuatro grupos divididos geográficamente (Noroeste, Noreste, Suroeste y Sureste), que se juegan en paralelo bajo el sistema de todos contra todos a dos ruedas. La cantidad de equipos en cada grupo varía año a año, dependiendo de la movilidad interdivisional.
El campeón de cada grupo asciende a la Segunda Liga de Fútbol Profesional. Los equipos que terminan en las últimas posiciones de sus grupos son relegados de la Tercera Liga, y en la siguiente temporada compiten en su respectivo Grupo Regional. La cantidad de equipos que descienden por grupo varía año a año.

## Equipos participantes
En la temporada 2023-24 participan los siguientes equipos:
| Nombre                 | Ciudad            | Ubicación 2022-23 |
| ---------------------- | ----------------- | ----------------- |
| Akademik Svishtov      | Svishtov          | 8º                |
| Boruna Tsareva         | Tsareva Livada    | 15º               |
| Botev Vratsa II        | Vratsa            | 10º               |
| Drenovets              | Drenovets         | 12º               |
| Dunav Lom              | Lom               | Grupo Regional    |
| Etar II                | Veliko Tarnovo    | 14º               |
| Juventus Malchika      | Malchika          | 11º               |
| Levski 2007            | Levski            | 13º               |
| Lokomotiv              | Gorna Oriajovitsa | 2º                |
| Lokomotiv Mezdra       | Mezdra            | 4º                |
| Partizan Chervén Bryag | Chervén Bryag     | 9º                |
| Pavlikeni              | Pavlikeni         | 5º                |
| Sevlievo               | Sevlievo          | 6º                |
| Vihar Slavyanovo       | Slavyanovo        | 3º                |
| Yantra Polski Trambesh | Polski Trambesh   | 7º                |

| Nombre                   | Ciudad          | Ubicación 2022-23 |
| ------------------------ | --------------- | ----------------- |
| Benkovski                | Isperih         | Grupo Regional    |
| Chernolomets 04          | Popovo          | 4º                |
| Cherno More II           | Varna           | 6º                |
| Dorostol                 | Silistra        | 9º                |
| Dunav Ruse II            | Ruse            | 11º               |
| Fratria                  | Varna           | Grupo Regional    |
| Kubrat                   | Kubrat          | Grupo Regional    |
| Lokomotiv                | Ruse            | 13º               |
| Ludogorets III           | Razgrad         | 5º                |
| Riltsi                   | Dobrich         | 7º                |
| Septemvri Tervel         | Tervel          | 2º                |
| Spartak II               | Varna           | 8º                |
| Sportist General Toshevo | General Toshevo | 14º               |
| Svetkavitsa              | Targóvishte     | 3º                |
| Ustrem Donchevo          | Donchevo        | 12º               |
| Volov Shumen             | Shumen          | 10º               |

| Nombre              | Ciudad         | Ubicación 2022-23 |
| ------------------- | -------------- | ----------------- |
| Balkan Botevgrad    | Botevgrad      | 3º Grupo A / 7º   |
| Bansko              | Bansko         | 4º Grupo A / 6º   |
| Botev Ihtiman       | Ihtiman        | 9º Grupo A / 16º  |
| Chavdar Etropole    | Etropole       | 2º Grupo A / 4º   |
| CSKA Sofía II       | Sofía          | 4º Grupo B / 5º   |
| CSKA 1948 Sofía III | Sofía          | 7º Grupo A / 13º  |
| Hebar II            | Pazardzhik     | Grupo Regional    |
| Kiustendil          | Kiustendil     | 3º Grupo B / 3º   |
| Kostinbrod 2012     | Kostinbrod     | 2º Grupo B / 9º   |
| Levski Sofia II     | Sofía          | 8º Grupo B / 12º  |
| Minyor              | Pernik         | Segunda Liga      |
| Oborishte           | Panaguiúrishte | 7º Grupo B / 11º  |
| Pirin               | Razlog         | 9º Grupo B / 18º  |
| Rilski Sportist     | Samokov        | 6º Grupo B / 15º  |
| Septemvri Simitli   | Simitlí        | 5º Grupo B / 10º  |
| Septemvri Sofia II  | Sofía          | 8º Grupo A / 14º  |
| Slavia Sofia II     | Sofía          | 6º Grupo A / 17º  |
| Slivnishki Geroy    | Slivnitsa      | 5º Grupo A / 8º   |
| Vihren              | Sandanski      | 1º Grupo B / 2º   |
| Vitosha             | Bistritsa      | Segunda Liga      |

| Nombre               | Ciudad       | Ubicación 2022-23 |
| -------------------- | ------------ | ----------------- |
| Asenovets            | Asenovgrad   | 8º                |
| Atletik Kuklen       | Kuklen       | 17º               |
| Beroe II             | Stara Zagora | 16º               |
| Botev II             | Plovdiv      | Segunda Liga      |
| Dimitrovgrad         | Dimitrovgrad | 12º               |
| Gigant Saedinenie    | Saedinenie   | 3º                |
| Karnobat             | Karnobat     | 15º               |
| Levski Karlovo       | Karlovo      | 14º               |
| Lokomotiv Plovdiv II | Plovdiv      | 9º                |
| Nesebar              | Nesebar      | 1º                |
| Rodopa Smolyan       | Smolyan      | 11º               |
| Rozova Dolina        | Kazanlak     | 6º                |
| Sayana Haskovo       | Jaskovo      | 5º                |
| Sekirovo             | Rakovski     | Grupo Regional    |
| Sliven               | Sliven       | 18º               |
| Sokol Markovo        | Markovo      | 13º               |
| Sozopol              | Sozopol      | Segunda Liga      |
| Spartak Plovdiv      | Plovdiv      | 7º                |
| Yambol               | Yámbol       | 10º               |
| Zagorets             | Nova Zagora  | 4º                |